# Nana Ichise
Nana Ichise (市瀬 菜々 Ichise Nana?,  nacido el 4 de agosto de 1997 en Tokushima) es una futbolista japonesa. Juega como defensa y su equipo actual es el Mynavi Vegalta Sendai de la WE League. Es internacional absoltuta por la selección de Japón desde 2017.
Ichise fue elegida para integrar la selección nacional de Japón para los Copa Asiática femenina de la AFC de 2018.

## Selección nacional

### Participaciones en Copas del mundo
| Copa                                    | Sede    | Resultado        |
| --------------------------------------- | ------- | ---------------- |
| Copa Mundial Femenina de Fútbol de 2019 | Francia | Octavos de final |

### Participaciones en Copa Asiática
| Copa                                     | Sede     | Resultado |
| ---------------------------------------- | -------- | --------- |
| Copa Asiática Femenina de la AFC de 2018 | Jordania | Campeón   |

### Participaciones en Copas del mundo juveniles
| Copa                                           | Sede               | Resultado    |
| ---------------------------------------------- | ------------------ | ------------ |
| Copa Mundial Femenina de Fútbol Sub-17 de 2014 | Costa Rica         | Campeón      |
| Copa Mundial Femenina de Fútbol Sub-20 de 2016 | Papúa Nueva Guinea | Tercer lugar |

## Clubes
| Club                  | País  | Año           |
| --------------------- | ----- | ------------- |
| Mynavi Vegalta Sendai | Japón | 2016-presente |